# آریزونا (سیگار)
| اطلاعات محصول: نام کامل: سیگار آریزونا تولیدکننده: Pierre Martin (سوئیس) نوع :سوپراسلایمز(Super Slims)با طعم بلوبری دارای کپسول طعم‌دار: بله (در برخی مدل‌ها) نیکوتین: ۰٫۵ میلی‌گرم تار (Tar): ۵ میلی‌گرم کشور مصرف: ایران (وارداتی)نوع سیگار: نانو اسلایم (NanoSlims) - بلک |

سیگار آریزونا (به انگلیسی: Arizona Cigarettes) یک برند سیگار است که تحت مجوز شرکت Pierre Martin Co. Ltd در سوئیس تولید یا عرضه می‌شود. این برند بیشتر در کشورهای آسیایی، اروپای شرقی و خاورمیانه (از جمله ایران) دیده می‌شود و معمولاً در بازارهای وارداتی یا Duty-Free عرضه می‌گردد.

## مشخصات
سیگارهای آریزونا دارای طراحی باریک (Slim) و سوپراسلایم(Super Slims) و نانو اسلایم (NanoSlims) در بسته‌بندی مدرن هستند. میزان نیکوتین و تار در این سیگارها گوناگون و نسبتاً پایین است، که آن را در دستهٔ سیگارهای سبک قرار می‌دهد.
- نیکوتین: ۰٫1 الی 6 میلی‌گرم
- تار: 1 الی 6 میلی‌گرم
- نوع فیلتر: استاندارد یا دارای کپسول ترک‌شدنی (Crush Ball)
- کشور مبدا برند: سوئیس

## انواع
از انواع شناخته‌شدهٔ سیگار آریزونا می‌توان به موارد زیر اشاره کرد
- Arizona Superslims Crush Blueberry: دارای کپسول طعم بلوبری در فیلتر که با فشار دادن آن، طعم فعال می‌شود.
- Arizona Superslims Classic: بدون کپسول و با طعم معمولی.
- Arizona Nanoslims: نسخه بسیار باریک‌تر (ultraslim) با طراحی متفاوت.

## بازار
سیگار آریزونا در منابع رسمی برندهای تنباکو مانند فیلیپ موریس یا بریتیش امریکن توباکو فهرست نشده، اما با توجه به درج نام شرکت سوئیسی Pierre Martin بر روی بسته‌ها، دارای نوعی اعتبار بین‌المللی یا تولید با مجوز به‌شمار می‌رود. مصرف آن در ایران نیز رایج است و بسته‌های آن در فروشگاه‌های تنباکو مشاهده می‌شود. 